# Državna cesta D46
D46 je državna cesta u Hrvatskoj. Ukupna duljina iznosi 73 km.